# Кросс-лицензирование
Соглашение о кросс-лицензировании, соглашение о перекрестном лицензировании — договор между двумя сторонами, где каждая сторона предоставляет права на свою интеллектуальную собственность другой стороне. 

## Патентное право
В патентном праве соглашение о кросс-лицензировании является соглашением, в соответствии с которым две или более сторон предоставляют лицензию каждой другой стороне на использование предмета патентной претензии в одном или более принадлежащих им патентах. Очень часто патенты, которыми стороны владеют, защищают разные ключевые аспекты определённого коммерческого продукта. Следовательно, с помощью кросс-лицензирования каждая из сторон сохраняет право на поставку коммерческого продукта на рынок. Термин «кросс-лицензирование» подразумевает, что ни одна из сторон не выплачивает денежные отчисления другой стороне, однако такие случаи не исключаются.
К примеру, Microsoft и JVC в январе 2008 заключили кросс-лицензионное соглашение. Следовательно, каждая сторона может применять изобретения, защищаемые патентами, включенными в соглашение. Это даёт преимущества для конкуренции, предоставляя больше свободы для проектирования продуктов, которые содержат компоненты, защищаемые другими патентами, не вызывая исков, связанных с нарушением патентов.
Стороны, которые заключают кросс-лицензионное соглашение, должны быть внимательны, чтобы не нарушать антимонопольные законы и постановления.
Некоторые компании подают заявки на патент, в основном, чтобы кросс-лицензировать полученные патенты с целью противостояния попыткам конкурентов остановить поставки продукта на рынок. К примеру, в начале 90-х тайваньские ODM изготовители, такие как Hon Hai, стремительно увеличили количество заявок на патенты после того, как конкуренты из США подали иски, связанные с нарушением патентов против них. Они использовали патенты для кросс-лицензирования.
Одним из ограничений кросс-лицензирования является то, что оно не эффективно против держателей патентов. Держатели мало что производят, а значит, им не нужны чужие патенты. Их основной бизнес — предоставлять лицензии за денежные отчисления. Часто такие компании унизительно называют «патентными троллями».